# Tiszapolgárcultuur
De Tiszapolgárcultuur (4.500/4400 - 4.000 v.Chr.) is een archeologische cultuur van de vroege kopertijd in het oosten van Hongarije en Slowakije. De naam Tiszapolgárcultuur voor de vondsten uit de oostelijke Grote Hongaarse Laagvlakte gaat terug naar Ida Bognár-Kutzian, auteur van twee specialistische boeken uit 1963 en 1972. De cultuur is vernoemd naar de sites in en rond Polgár in de provincie Hajdú-Bihar in Hongarije en naar de rivier de Tisza. De bekendste vindplaats is het grafveld van Basatanya. 
De Tiszapolgárcultuur volgt in het grootste deel van zijn gebied de Tiszacultuur en in het zuiden en oosten de Vinčacultuur en Petreşticultuur. In de midden-kopertijd werd het naadloos opgevolgd door de Bodrogkeresztúrcultuur. Een duidelijke materiële afbakening van de late Tisza, Proto-Tiszapolgár en Tiszapolgárculturen ontbreekt echter.
Er moet een duidelijke impuls van buitenaf zijn geweest om de drastische veranderingen tot stand te brengen die tot de Tiszapolgárcultuur hebben geleid. De oorzaak wordt gezien als een invloed uit het oosten, hetgeen ook wordt ondersteund door niet-archeologische studies, waaronder de bewezen geïmporteerde vuursteengrondstof, het steppepaardenras en, volgens Zoffmann, de duidelijke aanwezigheid van een oostelijke component in het skeletmateriaal. Antropologisch gezien is er aan het begin van de Tiszapolgárcultuur een grote ontwikkelingsbreuk te constateren. Hoewel de neolithische populatie bleef voortbestaan, zorgde de aanwezigheid van skeletten van een robuust Oost-Europees type voor onderscheiden in het skelet-spectrum. 
De Tiszapolgárcultuur toont het begin van de ontwikkeling naar een sociaal gelaagde samenleving, door middel van economische bloei en het leggen van bovenregionale contacten. Het vertegenwoordigt een cruciale schakel tussen de kopertijdculturen van de Zwarte Zeeregio, de Balkan en Midden-Europa. 

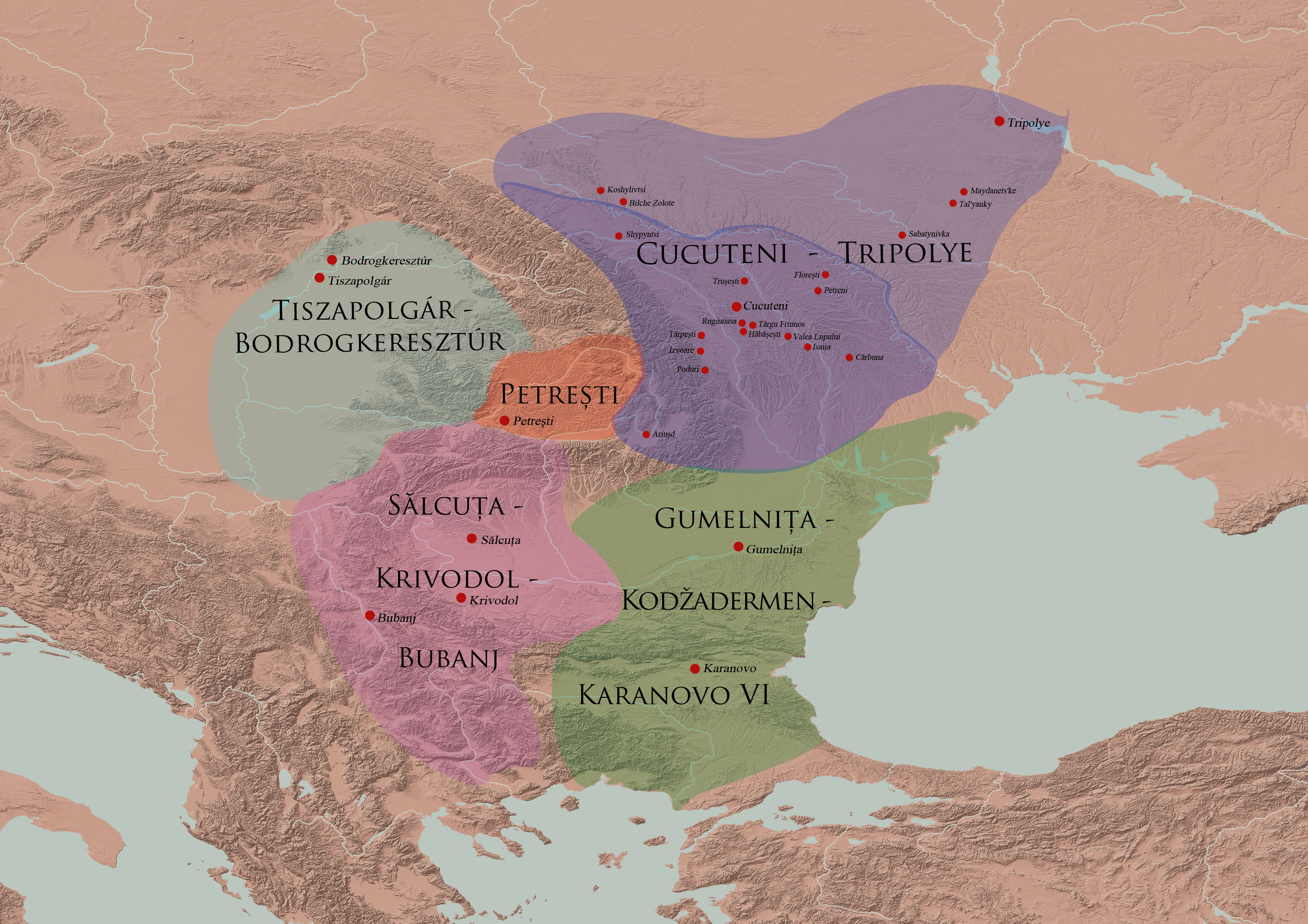
Tiszapolgár- en Bodrogkeresztúrculturen

## Indeling
Bognár-Kutzián beschreef in haar monografie van 1972 vier regionale groepen van de Tiszapolgárcultuur:
- Lúčky-groep: oosten van Slowakije
- Basatanya-groep: noordoosten van Hongarije, in het gebied van de rivier de Körös
- Tiszaug-groep: aan de rest van de Tisza
- Deszk-groep: aan de zuidelijke loop van de Tisza in Hongarije

Alle hoger gelegen gebieden ten westen van de Tisza worden tegenwoordig toegewezen aan de Lengyelcultuur.

## Vindplaatsen
De sites zijn geconcentreerd in de buurt van watermassa's, vooral de Tisza en zijn zijrivieren. Hoger gelegen sites zijn zeldzamer. Vergeleken met het neolithicum is er een aanzienlijke toename van het aantal sites te zien, wat verband houdt met de bevolkingsgroei tijdens de Tiszapolgárcultuur. 
Graven zorgen voor het merendeel van de vondsten. Bekende grafvelden zijn: 
- Polgár in Hongarije, met het grafveld  Basatanya ten zuiden van de stad
- Deszk, nabij de stad Szeged in de gemeente Csongrád, Hongarije
- Tibava in het oosten van Slowakije
- Veľké Raškovce in het oosten van Slowakije
- Een rundergraf in Endrőd, Hongarije

## Vondsten

### Aardewerk
Aardewerk vormt de belangrijkste groep vondsten. De meest opvallende vaten hebben een holle voet in diverse vormen, met vaak een groot gat. Gemiddeld is het nederzettingsaardewerk iets beter gebakken dan het grafaardewerk, wat betekent dat het eerstgenoemde iets lichter van kleur is. 
Het meeste vaatwerk is gemaakt in de neolithische traditie, maar onderscheiden zich door de drastische vermindering van de decoratie. Deze achteruitgang getuigt van een verandering in de ideeënwereld, die wordt geïnterpreteerd als een drastische verandering tussen culturele fasen. 

### Metaalvondsten

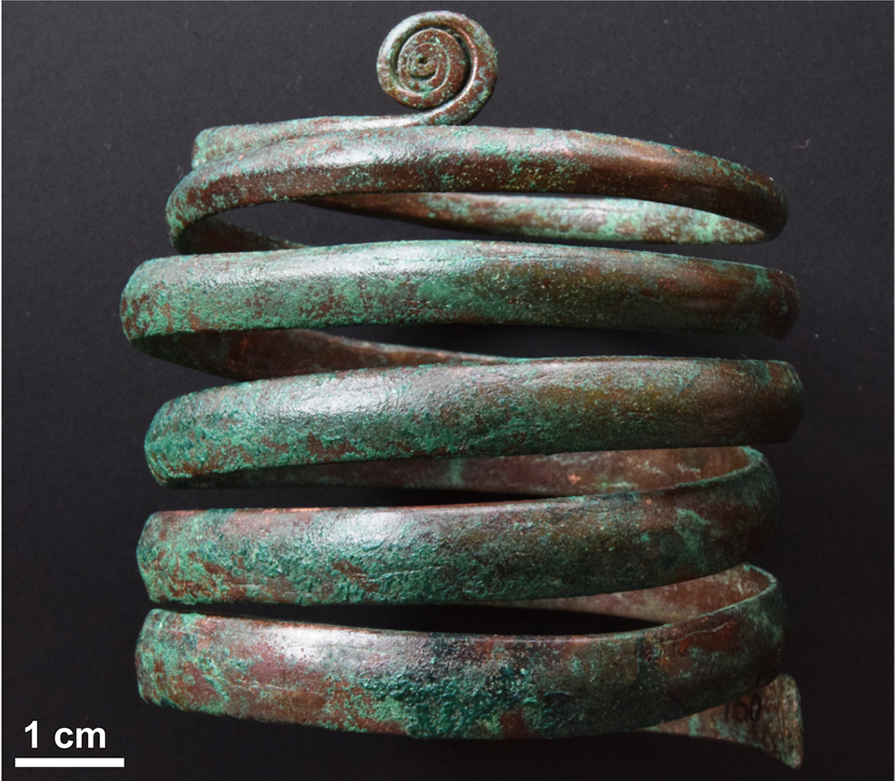
koperen sieraad van Magyaregres

Met het begin van de kopertijd nam het aantal metaalvondsten aanzienlijk toe, vooral gegoten voorwerpen. Nieuwe vormen zijn onder meer zwaar koperen werktuigen en gouden artefacten. In depotvondsten worden regelmatig zware koperen artefacten, goud, stenen werktuigen en grondstoffen aangetroffen. Hun tijdelijke en culturele toewijzing aan de Tiszapolgárcultuur is echter deels controversieel. 

### Wapens en werktuigen
Wapens en werktuigen werden gemaakt van steen, been, gewei of koper. De koperen werktuigen zijn meestal bijlen, die weliswaar alleen in het noorden werden gevonden, maar een van de belangrijkste typerende vondsten uit de vroege kopertijd vertegenwoordigen; andere koperen werktuigen zijn onder meer beitels en messen. Er werden ook bijlen gevonden van gewei en stenen werktuigen van lokaal obsidiaan en hoogwaardige vuursteen geïmporteerd uit het oosten. De kennis van zware stenen werktuigen zoals maalstenen is beperkt omdat zeer weinig vondsten uit nederzettingen komen. Opvallend is de afwezigheid van echte pijlpunten. 

### Sieraden
Gouden ring- of schijfvormige hangers zijn nieuw en daarom kenmerkend voor de sieradencultuur van Tiszapolgár. Er zijn ook koperen armbanden en koperen ringen, evenals kralen die voornamelijk van kalksteen zijn gemaakt.

## Nederzettingen
Vergeleken met de begraafplaatsen zijn de nederzettingen tot nu toe weinig onderzocht. Ze bevinden zich zeer dicht bij de kust, meestal op kleine heuvels. Nederzettingsplaatsen op grote hoogte zijn zeer zeldzaam en worden toegeschreven aan het feit dat daar grondstoffen (steen, zout, metaal) werden gewonnen voor de laaggelegen nederzettingen. 
De nederzettingen bevinden zich slechts zelden op oudere neolithische nederzettingsheuvels, waarschijnlijk als gevolg van economische en ecologische factoren, omdat vanwege het ontbreken van vernietigingslagen voor de meeste heuvelnederzettingen een gewelddadig einde kan worden uitgesloten. Het ongedifferentieerde nederzettingssysteem daarentegen (geen vestingwerken, geen “centra”) getuigt nog steeds van neolithische tradities. 
Alle nederzettingen van de eigenlijke Tiszapolgárcultuur zijn onversterkte vlaktenederzettingen. De huizen bestaan uit eenvoudige rechthoekige paalconstructies. Deze bouwwijze is al terug te vinden in de vorige Proto-Tiszapolgár-fase in Lúčky, en eveneens in de volgende Bodrogkeresztúrcultuur. 

## Veehouderij
Het grote aantal dierbotten getuigt van het toenemende belang van de veehouderij. Tot de gedomesticeerde dieren behoren runderen, varkens, schapen/geiten, honden en paarden. De domesticatie van paarden is een belangrijke factor in het ontstaan van de kopertijd, omdat dieren nu niet langer alleen als voedselleveranciers werden gebruikt, maar ook als werkdieren. In de nederzettingen werden ook botten gevonden van talloze wilde dieren en vissen. 
De in de nederzettingen gevonden dierenbotten  verschillen nauwelijks van die in graven. 

## Begrafenisritueel
Het begrafenisritueel van de Tiszapolgárcultuur getuigt van de sociale veranderingen die aan het begin van de kopertijd plaatsvonden. Verschillen tussen de begrafenissen van eerdere culturen zijn duidelijk te zien, zowel wat betreft hun lokatie op de begraafplaats als wat betreft hun grafgiften. 
De begraafplaatsen van de cultuur liggen altijd in de buurt van water en meestal op kleine heuvels, maar zelden in de buurt van nederzettingen. 
De meeste begrafenissen zijn inhumaties met een strikt neerlegpatroon. Zoals zowel antropologische als archeologische identificatiemethoden aantonen, werden vrouwen op hun linkerzij gelegd en mannen op hun rechterzijde in een zachte gehurkte of achterovergehurkte positie met hun hoofd naar het oosten gericht, met zeldzame uitzonderingen. Gedeeltelijke begrafenissen of meerdere begrafenissen zijn over het algemeen zeer zeldzaam. Crematies komen alleen voor in de Lúčky-groep.
Alle doden werden begraven in ronde, rechthoekige of ovale grafkuilen. Er zijn sporen van as en verstrooide oker aanwezig. 

### Grafgiften
Gemiddeld bevatten de graven van de Tiszapolgárcultuur een zeer hoog aantal grafgiften. Er lijkt een verband te bestaan tussen het aantal grafgiften en de leeftijd bij overlijden: hoe ouder de overledene, hoe meer grafgiften hij ontving. Het lage uitrustingsniveau in kindergraven is een bewijs van neolithische tradities, waarin status niet kon worden geërfd, maar alleen kon worden verworven door middel van prestaties. 
De belangrijkste grafgiften waren vaatwerk, gevolgd door wapens en werktuigen. Er zijn exemplaren zonder enige gebruikssporen, maar ook functioneel onbruikbare exemplaren uit zachte gesteentesoorten, die als statussymbolen worden geïnterpreteerd.
Sommige lijken droegen sieraden, volgens de gebruikelijke klederdracht gouden hangers voor mannen en parels voor vrouwen. In 2022 werd nabij Oradea een vrouwengraf gevonden met 169 gouden ringen die waarschijnlijk als haaraccessoires werden gebruikt, een spiraalvormige koperen armband en talrijke benen kralen die dateren van rond 4500 v.Chr.
Zeer karakteristiek zijn ook de grafbijgaven van vlees van van gedomesticeerde en wilde dieren, waarbij varken, schaap en rund het vaakst worden aangetroffen.  